# Sus (Laçin)

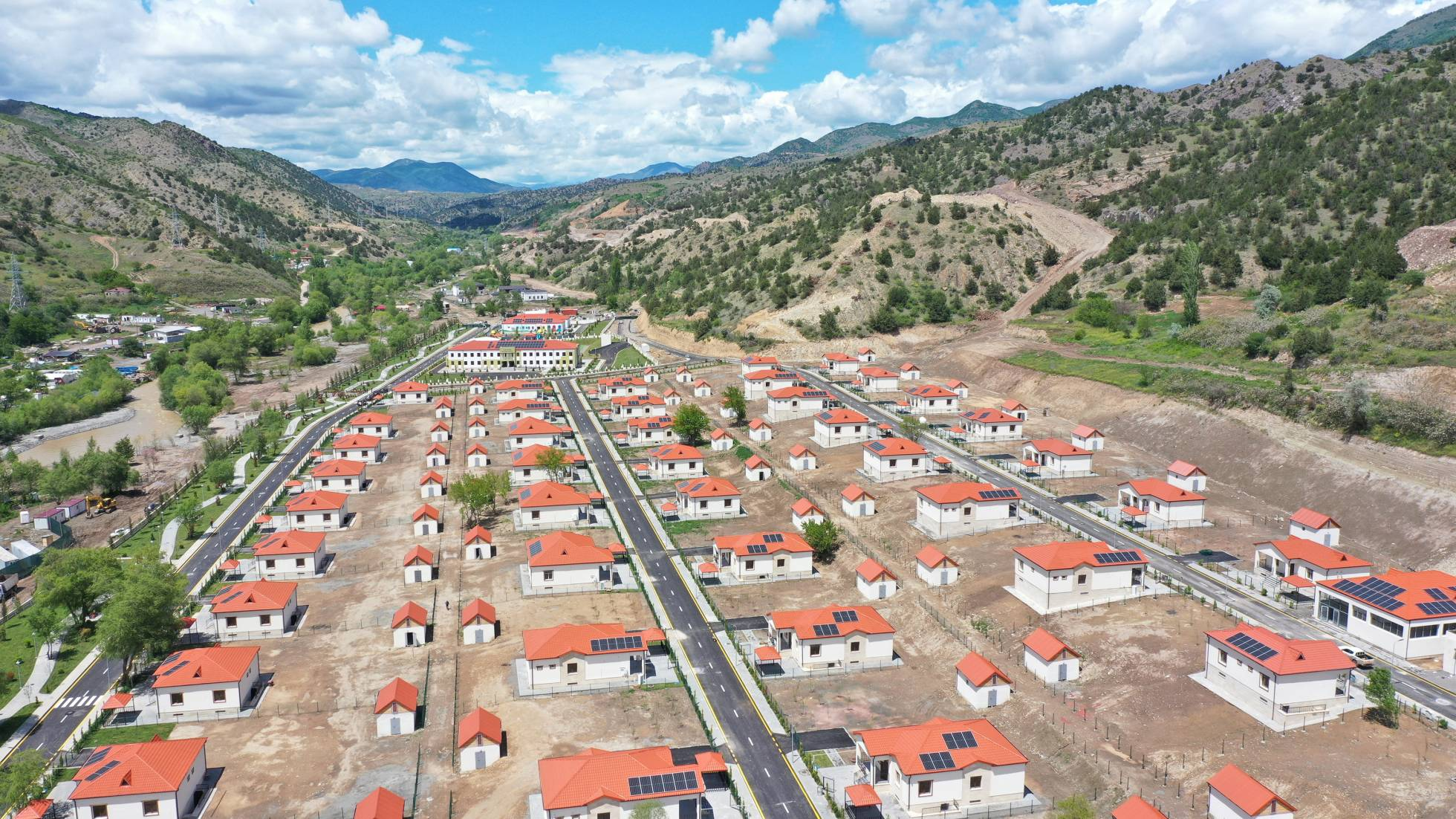
Das Dorf Sus im Bezirk Rayon Laçin. Im Mai 2024 fertiggestelltes Wohngebiet aserbaidschanischer Rückkehrer. Bild von der Webseite des aserbaidschanischen Präsidenten.

Sus (Armenisch: Սուս) ist ein Dorf in Aserbaidschan im Bezirk Rayon Laçin. Vom Waffenstillstandsabkommen 2020, das den Bergkarabachkrieg beendete, bis zum August 2022 war es Teil des Latschin-Korridors, der die umstrittene Region Bergkarabach mit Armenien verband und stand unter Kontrolle der russischen Friedenstruppen. Von 1992 bis 2022 war es unter der Kontrolle der Republik Arzach als Teil der Provinz Kaschatach.

## Geografie
Sus liegt am Fluss Hakari, gegenüber von Aşağy Sus. Die Siedlung ist 3,1 km von der Bezirkshauptstadt Laçin entfernt. Die armenische Grenze ist 4,6 km entfernt. Die lange Zeit einzige ausgebaute Straße von Armenien nach Bergkarabach führt durch die Ortschaft. Der daher hier verlaufende Latschin-Korridor wurde im August 2022 zu einer neu errichteten Umgehungsstraße östlich des Ortes verlegt.

## Geschichte
Von 1923 bis 1929 war Sus Teil der autonomen Provinz Rotes Kurdistan. Nach deren wurde es in den Rayon Laçin aufgenommen. Aserbaidschanischen Quellen zufolge gibt es in Sus eine staatlich geschützte Quelle aus dem 17. Jahrhundert.
Infolge des Bergkarabachkrieges im Mai 1992 geriet das Dorf unter die Kontrolle der nicht anerkannten Republik Bergkarabach und wurde gemäß seiner administrativ-territorialen Aufteilung Teil der Region Kaschatach. Die damaligen Bewohner mussten das Dorf verlassen, das später von ethnischen Armeniern besiedelt wurde.
Nach dem Waffenstillstandsabkommen in Bergbarabach stand der Latschin-Korridor um die Straße von Armenien nach Bergkarabach vorübergehend unter militärischer Kontrolle der Friedenstruppen der Russischen Föderation. Zu diesem Korridor gehörte auch Sus. Am 26. August 2022 kam das Dorf im Zuge der Übergabe des Korridors vollständig unter die Kontrolle Aserbaidschans.

## Wirtschaft und Kultur
Die Bevölkerung war hauptsächlich in der Landwirtschaft und Viehzucht tätig. Am Fluss Hakari gibt es Hunderte von Maulbeer-, Apfel- und Kirschbäumen. Ab 2015 verfügte das Dorf über ein Gemeindegebäude und eine weiterführende Schule.

## Einwohner
1856 wurde Sus als Nomadensiedlung von aserbaidschanischsprechenden schiitischen Kurden bewohnt. Im Jahr 1907 lebten 75 Menschen im Dorf, hauptsächlich Aserbaidschaner. Das Dorf hatte 2005 30 und 2015 26 Einwohner. Nach dem Waffenstillstand 2020 blieben nur noch rund 200 Armenier im Latschin-Korridor, davon 30 in Sus. Vor der Übergabe des Dorfs an Aserbaidschan haben alle Einwohner den Ort bis zum 20. August 2022 verlassen.

## Verwaltungseinheit
Gemäß der Verwaltungsgliederung der Republik Arzach umfasst die Gemeinde Sus neben dem Dorf Sus die Dörfer Nerkin Sus, Mollalar und Gizilja. Gemäß der Verwaltungsgliederung Aserbaidschans bildet das Dorf zusammen mit den Dörfern Zabux, Baylik und Gizilja eine Verwaltungseinheit.